# Stephen Nichols
Stephen Earl Nichols (Cincinnati, 19 febbraio 1951) è un attore statunitense.
Noto soprattutto per i ruoli in soap opera come General Hospital, Il tempo della nostra vita e Febbre d'amore, ha fatto inoltre parte del cast principale del noto film horror Spiritika,

## Biografia
Nato a Cincinnati il 19 febbraio 1951. Nel 1984 sposa Lisa Gordon da cui ha avuto 3 figli: Vanessa, Aaron e Dylan.
Ha iniziato la sua carriera a teatro, lavorando in molte opere e vincendo 3 Drama-Logue Awards e 2 LA Weekly Theater Awards per alcuni suoi ruoli. Nel 1978 fa la sua prima apparizione in un film interpretando un ruolo minore in Un tocco di sesso, per poi iniziare a interpretare piccoli ruoli in maniera stabile sia al cinema che in televisione a partire dal 1981. Entra successivamente a far parte della soap opera Il tempo della nostra vita, mantenendo il suo ruolo di Steve Johnson fino al 1990 e riprendendolo successivamente a partire dal 2006, per un totale di oltre 1900 episodi. Nel 2009 lascia di nuovo la soap ma poi ci ritorna dal 2015 tutt'ora. Nel 2019 ha interpretato un secondo ruolo all'interno della soap opera. Nel 1986 ottiene per la prima volta un ruolo di rilievo in un film di successo internazionale, l'horror Spiritika.
Nel 1991 interpreta il ruolo di se stesso nel film Bolle di sapone. Nel corso degli anni '90 appare in vari episodi di serie TV note e in diversi film, apparendo inoltre in 24 episodi della soap opera Santa Barbara. A partire dal 1997 entra a far parte del cast fisso della soap opera General Hospital nel ruolo di Stefan Cassadine, in cui rimane fino al 2003 per un totale di 73 episodi. Sebbene il suo impegno in altre produzioni si sia diradato in seguito al ritorno presso Il tempo della nostra vita, l'attore è entrato a far parte anche del cast fisso della soap opera Febbre d'amore nel ruolo di Tucker McCall, mantenendo il suo ruolo dal 2010 al 2013 e apparendo in 256 episodi della trasmissione.

## Filmografia

### Cinema
- Un tocco di sesso, regia di Paul Aaron (1978)
- Choices, regia di Silvio Narizzano (1981)
- Chi è sepolto in quella casa? (House), regia di Steve Miner (1985)
- Spiritika, regia di Kevin S. Tenney (1986)
- Bolle di sapone (Soapdish), regia di Michael Hoffman (1991)
- Cover Me, regia di Michael Schroeder (1995)
- Phoenix, regia di Troy Cook (1995)
- Heaven's Tears, regia di Lloyd A. Simandl (1995)
- The Glass Cage, regia di Michael Schroeder (1996)
- Deep Cover, regia di Nicholas Celozzi (1997)
- A Beauty & The Beast Christmas, regia di Dylan Vox (2019)

### Televisione
- Dynasty – serie TV, 1 episodio (1981)
- Dallas – serie TV, 2 episodi (1982-1983)
- Storie di guerra e di magia (Wizards and Warriors) – serie TV, 1 episodio (1983)
- T.J. Hooker  – serie TV, 1 episodio (1985)
- Crazy Like a Fox – serie TV, 1 episodio (1985)
- Il tempo della nostra vita (Days of Our Lives) – soap opera, 1923 puntate (1985-1990; 2006-2009, 2015-in corso)
- Il giro del mondo in 80 giorni (Around the World in 80 Days) – miniserie TV, 3 episodi (1989)
- Matlock – serie TV, 1 episodio (1990)
- L.A. Law - Avvocati a Los Angeles (L.A. Law) – serie TV, 1 episodio (1991)
- Ai confini dell'aldilà (Shades of L.A.) – serie TV, 1 episodio (1991)
- La signora in giallo (Murder, She Wrote) - serie TV, episodio 8x11 (1992)
- FBI: The Untold Stories – serie TV, 1 episodio (1992)
- 2000 Malibu Road – serie TV, 4 episodi (1992)
- Santa Barbara – soap opera, 24 puntate (1992)
- Renegade – serie TV, 1 episodio (1993)
- Melrose Place – serie TV, 1 episodio (1993)
- La tata (The Nanny) – serie TV, 1 episodio (1993)
- Second Chances – serie TV, 5 episodi (1993)
- L'ispettore Tibbs (In the Heat of the Night) – serie TV, 1 episodio (1994)
- Sisters – serie TV, 1 episodio (1994)
- Un detective in corsia (Diagnosis: Murder) – serie TV, 1 episodio (1994)
- Il cane di papà (Empty Nest) – serie TV, 3 episodi (1994)
- General Hospital: Twist of Fate – film TV, regia di Shelley Curtis (1996)
- General Hospital – soap opera, 73 puntate (1997-2003)
- Crash – serie TV, 1 episodio (2009)
- Febbre d'amore (The Young and the Restless) – soap opera, 256 puntate (2010-2013)

## Doppiatori italiani
Nelle versioni in italiano delle opere in cui ha recitato, Stephen Nichols è stato doppiato da:
- Luciano Marchitiello in La signora in giallo
- Christian Iansante in Santa Barbara
- Alberto Sette ne Il tempo della nostra vita
- Massimo Corvo ne Il giro del mondo in 80 giorni